# Danh sách tập phim Dragon Ball

Biểu tượng Anime Dragon Ball

Dragon Ball là xê-ri (series) anime được chuyển thể Toriyama Akira. Được sản xuất bởi Toei Animation và được phát sóng trên Fuji TV
Nhật Bản từ 26 tháng 2 năm 1986 đến 19 tháng 4, 1989 với 153 tập. Tại Việt Nam xê-ri được phát sóng trên kênh HTV3 lúc 19:30 hàng ngày kể từ 29 tháng 3 năm 2016. Ca khúc chủ đề phim là "Makafushigi Adventure!" (魔訶不思議アドベンチャー！ Makafushigi Adobenchā!, "Cuộc phiêu lưu thần bí") do Takahashi Hiroki trình bày. Bài hát kết thúc là "Romantic Ageru yo" (ロマンティックあげるよ Romantikku Ageru yo, Tôi sẽ trao bạn sự lãng mạn") do  Hashimoto Ushio trình bày. Trong phiên bản lồng tiếng Việt, bài hát mở đầu là Chuyến phiêu lưu thần kỳ do Hoàng Linh trình bày và bài hát kết thúc là Trao khát vọng do Diễm Quỳnh trình bày.

## Tổng quan
| Saga | Saga | Saga                    | Số tập | Ngày phát sóng gốc                   | Ngày phát sóng tiếng Việt           |
| ---- | ---- | ----------------------- | ------ | ------------------------------------ | ----------------------------------- |
|      | 1    | Emperor Pilaf Saga      | 13     | 26 tháng 2, 1986 – 21 tháng 5, 1986  | 29 tháng 3, 2016 – 10 tháng 4, 2016 |
|      | 2    | Tournament Saga         | 15     | 28 tháng 5, 1986 – 3 tháng 9, 1986   | 11 tháng 4, 2016 – 25 tháng 4, 2016 |
|      | 3    | Red Ribbon Army Saga    | 17     | 10 tháng 9, 1986 – 7 tháng 1, 1987   | 26 tháng 4, 2016 – 12 tháng 5, 2016 |
|      | 4    | General Blue Saga       | 12     | 14 tháng 1, 1987 – 8 tháng 4, 1987   | 13 tháng 5, 2016 – 24 tháng 5, 2016 |
|      | 5    | Commander Red Saga      | 11     | 15 tháng 4, 1987 – 1 tháng 7, 1987   | 25 tháng 5, 2016 – 4 tháng 6, 2016  |
|      | 6    | Fortuneteller Baba Saga | 14     | 8 tháng 7, 1987 – 7 tháng 10, 1987   | 5 tháng 6, 2016 – 18 tháng 6, 2016  |
|      | 7    | Tien Shinhan Saga       | 19     | 14 tháng 10, 1987 – 17 tháng 2, 1988 | 19 tháng 6, 2016 – 7 tháng 7, 2016  |
|      | 8    | King Piccolo Saga       | 21     | 24 tháng 2, 1988 – 10 tháng 8, 1988  | 8 tháng 7, 2016 – 28 tháng 7, 2016  |
|      | 9    | Piccolo Jr. Saga        | 31     | 17 tháng 8, 1988 – 19 tháng 4, 1989  | 29 tháng 7, 2016 – 28 tháng 8, 2016 |

## Danh sách

### Mùa 1: Emperor Pilaf Saga (1-13)
| #  | Tên tập phim                                                                                     | Ngày phát sóng gốc  | Ngày phát sóng tiếng Việt |
| -- | ------------------------------------------------------------------------------------------------ | ------------------- | ------------------------- |
| 1  | "Bulma và Songoku" "Buruma to Son Gokū" (ブルマと孫悟空)                                         | 26 tháng 2 năm 1986 | 29 tháng 3 năm 2016       |
| 2  | "Lalala! Không có viên ngọc nào" "Arararaa! Tama ga Nai!" (あらららー!タマがない!)               | 5 tháng 3 năm 1986  | 30 tháng 3 năm 2016       |
| 3  | "Cân đẩu vân của Quy lão tiên sinh" "Kame-Sennin no Kinto-Un" (亀仙人のキント雲)                 | 12 tháng 3 năm 1986 | 31 tháng 3 năm 2016       |
| 4  | "Kẻ bắt cóc, Oolong" "Hitosarai Yōkai Ūron" (人さらい妖怪ウーロン)                               | 19 tháng 3 năm 1986 | 1 tháng 4 năm 2016        |
| 5  | "Cường địch tại Sa mạc, Yamcha" "Tsuyokute Warui Sabaku no Yamucha" (つよくて悪い砂漠のヤムチャ) | 26 tháng 3 năm 1986 | 2 tháng 4 năm 2016        |
| 6  | "Khách viếng thăm giữa đêm khuya" "Mayonaka no Hōmonsha-tachi" (真夜中の訪問者たち)              | 2 tháng 4 năm 1986  | 3 tháng 4 năm 2016        |
| 7  | "Ngưu Ma Vương ở núi Frypan" "Furaipan Yama no Gyūmaō" (フライパン山の牛魔王)                    | 9 tháng 4 năm 1986  | 4 tháng 4 năm 2016        |
| 8  | "Kamehameha của Quy lão tiên sinh" "Kame-Sennin no Kamehameha" (亀仙人のカメハメ波)              | 16 tháng 4 năm 1986 | 5 tháng 4 năm 2016        |
| 9  | "Tuyệt chiêu của đại ca Thỏ" "Usagi Oyabun no Tokui Waza" (うさぎオヤブンの得意技)               | 23 tháng 4 năm 1986 | 6 tháng 4 năm 2016        |
| 10 | "Ngọc rồng bị cướp" "Doragon Bōru Ubawareru!!" (D.B.うばわれる!!)                                | 30 tháng 4 năm 1986 | 7 tháng 4 năm 2016        |
| 11 | "Rồng thần xuất hiện" "Tsui ni Doragon Arawaru!" (ついに龍あらわる)                              | 7 tháng 5 năm 1986  | 8 tháng 4 năm 2016        |
| 12 | "Ước nguyện với rồng thần" "Shenron e no Negai" (神龍への願い)                                   | 14 tháng 5 năm 1986 | 9 tháng 4 năm 2016        |
| 13 | "Cuộc đại biến hóa của Goku" "Gokū no Dai-Henshin" (悟空の 大変身)                               | 21 tháng 5 năm 1986 | 10 tháng 4 năm 2016       |

### Mùa 2: Tournament Saga (14-28)
| #  | Tên tập phim | Ngày phát sóng gốc  | Ngày phát sóng tiếng Việt |
| -- | --- | ------------------- | ------------------------- |
| 14 | "Đối thủ của Goku xuất hiện" "Gokū no Raibaru? Sanjō!!" (悟空のライバル? 参上!!)                                    | 28 tháng 5 năm 1986 | 11 tháng 4 năm 2016       |
| 15 | "Cô gái bí ẩn Lauch" "Fushigi na On'na no Ko Ranchi" (不思議な女の子ランチ)                                         | 4 tháng 6 năm 1986  | 12 tháng 4 năm 2016       |
| 16 | "Truy tìm hòn đá trong buổi tu luyện" "Shugyō · Ishi Sagashi" (修業 · 石さがし)                                     | 11 tháng 6 năm 1986 | 13 tháng 4 năm 2016       |
| 17 | "Liều mạng giao sữa" "Inochigake! Gyūnyū Haitatsu" (命がけ!牛乳はいたつ)                                            | 18 tháng 6 năm 1986 | 14 tháng 4 năm 2016       |
| 18 | "Cuộc tập huấn dữ dội của phái Quy lão" "Kame-senryū Kitsūi Shugyō" (亀仙流きつーい修業)                            | 25 tháng 6 năm 1986 | 15 tháng 4 năm 2016       |
| 19 | "Đại hội võ thuật Thiên hạ đệ nhất bắt đầu" "Tenka'ichi Budōkai Hajimaru!" (天下一武道会はじまる!)                  | 2 tháng 7 năm 1986  | 16 tháng 4 năm 2016       |
| 20 | "Xuất hiện rồi! Thành quả của cuộc tập huấn" "Deru ka!? Shugyō no Iryoku" (でるか!? 修行の威力)                     | 9 tháng 7 năm 1986  | 17 tháng 4 năm 2016       |
| 21 | "Nguy hiểm đó Krillin" "Ayaushi! Kuririn" (危うし! クリリン)                                                        | 16 tháng 7 năm 1986 | 18 tháng 4 năm 2016       |
| 22 | "Yamcha và Jackie Chun" "Yamucha Tai Jakkī Chun" (ヤムチャVSジャッキーチュン)                                       | 23 tháng 7 năm 1986 | 19 tháng 4 năm 2016       |
| 23 | "Xuất hiện rồi cường địch Giran" "Detā! Kyōteki Giran" (出たーっ!強敵ギラン)                                        | 30 tháng 7 năm 1986 | 20 tháng 4 năm 2016       |
| 24 | "Trận đấu quyết tử của Krillin" "Kuririn Hisshi no Dai-Kōbōsen" (クリリン必死の大攻防戦)                            | 6 tháng 8 năm 1986  | 21 tháng 4 năm 2016       |
| 25 | "Dậy đi Goku! Đòn Thiên không chữ X đáng sợ" "Tate Gokū! Osoru Beki Tenkū Pekeji-ken" (たて悟空! 恐るべき天空X字拳) | 13 tháng 8 năm 1986 | 22 tháng 4 năm 2016       |
| 26 | "Trận chung kết! Kamehameha" "Kesshōsen da!!Kamehame-Ha" (決勝戦だ!! カメハメ波)                                    | 20 tháng 8 năm 1986 | 23 tháng 4 năm 2016       |
| 27 | "Goku nguy cơ lớn nhất" "Gokū · Saidai no Pinch" (悟空 · 最大 のピンチ)                                             | 27 tháng 8 năm 1986 | 24 tháng 4 năm 2016       |
| 28 | "Đụng độ! Lực đấu lực" "Gekitotsu!! Pawā Tai Pawā" (激突!!パワー対パワー)                                           | 3 tháng 9 năm 1986  | 25 tháng 4 năm 2016       |

### Mùa 3: Red Ribbon Army Saga (29-45)
| #  | Tên tập phim                                                                                                  | Ngày phát sóng gốc   | Ngày phát sóng tiếng Việt |
| -- | --- | -------------------- | ------------------------- |
| 29 | "Tái mạo hiểm - Mê Hồ" "Futatabi Bōken Samayō Mizūmi" (ふたたび冒険 さまよう湖)                               | 10 tháng 9 năm 1986  | 26 tháng 4 năm 2016       |
| 30 | "Pilaf và lực lượng huyền bí" "Pirafu to Nazo no Gundan" (ピラフと謎の軍団)                                   | 17 tháng 9 năm 1986  | 27 tháng 4 năm 2016       |
| 31 | "Goku giả xuất hiện" "Gege! Nise Gokū Shutsugen!!" (ゲゲ! ニセ悟空出現!!)                                     | 24 tháng 9 năm 1986  | 28 tháng 4 năm 2016       |
| 32 | "Pháo đài bay biến mất" "Kieta!? Sora Tobu Yōsai" (消えた!? 空とぶ要塞)                                       | 1 tháng 10 năm 1986  | 29 tháng 4 năm 2016       |
| 33 | "Truyền thuyết về rồng thần" "Doragon no Densetsu" (龍の伝説)                                                 | 8 tháng 10 năm 1986  | 30 tháng 4 năm 2016       |
| 34 | "Binh đoàn Red Ribon vô tình" "Hijō no Reddo Ribon" (非情のレッドリボン)                                      | 15 tháng 10 năm 1986 | 1 tháng 5 năm 2016        |
| 35 | "Thiếu nữ phương bắc Suno" "Kita no Shōjo Suno" (北の少女スノ)                                                | 22 tháng 10 năm 1986 | 2 tháng 5 năm 2016        |
| 36 | "Nỗi sợ trên tháp Muscle" "Massuru Tawā no Kyōfu" (マッスル塔の恐怖)                                          | 29 tháng 10 năm 1986 | 3 tháng 5 năm 2016        |
| 37 | "Ninja Murasaki tham chiến" "Ninja Murasaki Sanjō" (忍者ムラサキ参上)                                         | 5 tháng 11 năm 1986  | 4 tháng 5 năm 2016        |
| 38 | "Thật đáng sợ! Thuật ảnh phân thân" "Osorubeshi!! Bunshin no Jutsu" (恐るべし!! 分身の術)                     | 12 tháng 11 năm 1986 | 5 tháng 5 năm 2016        |
| 39 | "Người máy số 8 bí ẩn" "Nazo no Jinzōningen Hachi-Gō" (謎の人造人間8号)                                       | 19 tháng 11 năm 1986 | 6 tháng 5 năm 2016        |
| 40 | "Làm sao bây giờ Goku! Chiến dịch của Buyo" "Dō Suru Gokū!! Senritsu no Buyon" (どうする悟空!! 戦慄のブヨン)  | 26 tháng 11 năm 1986 | 7 tháng 5 năm 2016        |
| 41 | "Tháp Muscle sụp đổ" "Massuru Tawā no Saigo" (マッスルタワーの最期)                                           | 3 tháng 12 năm 1986  | 8 tháng 5 năm 2016        |
| 42 | "Ngàn cân treo sợi tóc!! Cố lên nào đại ca Hat" "Kiki Ippatsu!! Ganbare Hatchan" (危機一髪!! ガンバレ8ちゃん) | 10 tháng 12 năm 1986 | 9 tháng 5 năm 2016        |
| 43 | "Đến nhà Bulma ở thành phố phía Tây" "Nishi no Miyako no Buruman'chi" (西の都のブルマんち)                    | 17 tháng 12 năm 1986 | 10 tháng 5 năm 2016       |
| 44 | "Goku và đồng đội đối mặt nguy hiểm" "Gokū to Nakama to Kiken ga Ippai" (悟空と仲間と危険がいっぱい)          | 24 tháng 12 năm 1986 | 11 tháng 5 năm 2016       |
| 45 | "Cẩn thận! Cạm bẫy ở công viên trên không" "Ki o Tsukero! Kūchū no Wana" (気をつけろ! 空中の罠)               | 7 tháng 1 năm 1987   | 12 tháng 5 năm 2016       |

### Mùa 4: General Blue Saga (46-57)
| #  | Tên tập phim                                                                                       | Ngày phát sóng gốc  | Ngày phát sóng tiếng Việt |
| -- | -------------------------------------------------------------------------------------------------- | ------------------- | ------------------------- |
| 46 | "Sai lầm chết người của Bulma" "Buruma no Dai-Shippai" (ブルマの大失敗)                            | 14 tháng 1 năm 1987 | 13 tháng 5 năm 2016       |
| 47 | "Nhà Quy lão bị đột nhập" "Kame Hausu Hakken Saru!!" (KAME HOUSE 発見さる!!)                       | 21 tháng 1 năm 1987 | 14 tháng 5 năm 2016       |
| 48 | "Tướng quân Blue xuất trận" "Burū Shōgun Kōgeki Kaishi!!" (ブルー将軍攻撃開始!!)                   | 28 tháng 1 năm 1987 | 15 tháng 5 năm 2016       |
| 49 | "Lanch gặp nguy hiểm" "Ayaushi Ranchi-san" (危うしランチさん)                                      | 4 tháng 2 năm 1987  | 16 tháng 5 năm 2016       |
| 50 | "Cái bẫy của bọn cướp biển" "Kaizoku-tachi no Wana" (海賊たちのワナ)                               | 11 tháng 2 năm 1987 | 17 tháng 5 năm 2016       |
| 51 | "Vệ sĩ dưới đáy đại dương" "Kaitei no Gādoman" (海底のガードマン)                                  | 18 tháng 2 năm 1987 | 18 tháng 5 năm 2016       |
| 52 | "Hay quá! Phát hiện báu vật rồi" "Yatta! Otakara Hakken" (やった! お宝発見)                        | 25 tháng 2 năm 1987 | 19 tháng 5 năm 2016       |
| 53 | "Ánh mắt đáng sợ" "Kyōfu no Hikaru Me" (恐怖の光る眼)                                              | 4 tháng 3 năm 1987  | 20 tháng 5 năm 2016       |
| 54 | "Chạy và chạy! Thoát thân nào" "Nigero ya Nigero!! Dai-Dasshutsu" (逃げろや逃げろ!!大脱出)         | 11 tháng 3 năm 1987 | 21 tháng 5 năm 2016       |
| 55 | "Ui cha! Cuộc rượt đuổi đến làng Chim cánh cụt" "Ncha! Otte Pengin Mura" (んちゃ!追ってペンギン村) | 18 tháng 3 năm 1987 | 22 tháng 5 năm 2016       |
| 56 | "Ô hô! Arare cưỡi trên mây" "Uhohōi! Arale Kumo ni Noru" (うほほーい! アラレ雲にのる)              | 25 tháng 3 năm 1987 | 23 tháng 5 năm 2016       |
| 57 | "Quyết đấu! Arale và Blue" "Taiketsu! Arare Tai Burū" (対決!アラレVSブルー)                        | 8 tháng 4 năm 1987  | 24 tháng 5 năm 2016       |

### Mùa 5: Commander Red Saga (58-68)
| #  | Tên tập phim | Ngày phát sóng gốc  | Ngày phát sóng tiếng Việt |
| -- | --- | ------------------- | ------------------------- |
| 58 | "Thánh địa Karin" "Makyō no Seichi Karin" (魔境の聖地カリン)                                                                      | 15 tháng 4 năm 1987 | 25 tháng 5 năm 2016       |
| 59 | "Xuất hiện rồi! Sát thủ mạnh nhất thế giới Hồng Bạch Bạch" "Kita! Sekaiichi no Koroshiya Taopaipai" (きた!世界一の殺し屋 "桃白白) | 22 tháng 4 năm 1987 | 26 tháng 5 năm 2016       |
| 60 | "Quyết đấu ăn thua! Kamehameha và Đỗ đỗ lĩnh phong" "Kamehameha Tai Dodonpa" (勝負!!カメハメ波VSどどん波)                         | 29 tháng 4 năm 1987 | 27 tháng 5 năm 2016       |
| 61 | "Vị thần cai trị trên ngọn tháp Karin" "Karin-Tō no Karin-sama" (カリン塔のカリン様)                                              | 6 tháng 5 năm 1987  | 28 tháng 5 năm 2016       |
| 62 | "Hiệu quả của Siêu Thánh Thủy" "Hatashite!?Chōseisui no Kikime" (果して!?超聖水のききめ)                                          | 13 tháng 5 năm 1987 | 29 tháng 5 năm 2016       |
| 63 | "Đòn phản công của Songoku" "Son Gokū no Gyakushū" (孫悟空の逆襲)                                                                 | 18 tháng 5 năm 1987 | 30 tháng 5 năm 2016       |
| 64 | "Kết cục của Hồng Bạch Bạch" "Saigo no Taopaipai" (最後の桃白白)                                                                  | 25 tháng 5 năm 1987 | 31 tháng 5 năm 2016       |
| 65 | "Xông lên nào Goku! Cuộc đột kích bất ngờ" "Yuke Gokū! Totsugeki Kaishi" (ゆけ悟空!突撃開始)                                      | 10 tháng 6 năm 1987 | 1 tháng 6 năm 2016        |
| 66 | "Đội quân Red Ribbon quyết tâm tử thủ" "Reddo Ribon Gun Hisshi no Kōbō" (レッドリボン軍必死の攻防)                                | 17 tháng 6 năm 1987 | 2 tháng 6 năm 2016        |
| 67 | "Cái chết của thống soái Red" "Reddo Sōsui Shisu!!" (レッド総帥死す!!)                                                            | 24 tháng 6 năm 1987 | 3 tháng 6 năm 2016        |
| 68 | "Viên ngọc rồng cuối cùng" "Saigo no Doragon Bōru" (最後のドラゴンボール)                                                         | 1 tháng 7 năm 1987  | 4 tháng 6 năm 2016        |

### Mùa 6: Fortuneteller Baba Saga (69-82)
| #  | Tên tập phim | Ngày phát sóng gốc  | Ngày phát sóng tiếng Việt |
| -- | --- | ------------------- | ------------------------- |
| 69 | "Có dễ thương không!? Bà thầy bói" "Kyūto na!? Uranai Baba" (キュートな!?占いババ)                                | 8 tháng 7 năm 1987  | 5 tháng 6 năm 2016        |
| 70 | "Tấn công nào! 5 võ sĩ của chúng ta" "Totsugeki! Warera Gonin no Senshi" (突撃!われら5人の戦士)                   | 15 tháng 7 năm 1987 | 6 tháng 6 năm 2016        |
| 71 | "Trận quyết tử đẫm máu" "Kesshi no Dairyūkessen" (決死の大流血戦)                                                 | 22 tháng 7 năm 1987 | 7 tháng 6 năm 2016        |
| 72 | "Goku ra trận! Cầu thiêu quỷ" "Son Gokū Kenzan! Akuma no Benjo" (孫悟空見参!悪魔の便所)                           | 29 tháng 7 năm 1987 | 8 tháng 6 năm 2016        |
| 73 | "Luồng sáng ác quỷ tứ sát là gì!?" "Hissatsu Akumaitokōsen to wa!?" (必殺アクマイト光線とは!?)                    | 5 tháng 8 năm 1987  | 9 tháng 6 năm 2016        |
| 74 | "Võ sĩ bí ẩn thứ 5" "Nazo no Goninme no Otoko" (なぞの五人目の男)                                                 | 12 tháng 8 năm 1987 | 10 tháng 6 năm 2016       |
| 75 | "Bất ngờ! Cường địch xuất hiện" "Gekitotsu!! Kyōteki Dōshi" (激突!!強敵同志)                                      | 19 tháng 8 năm 1987 | 11 tháng 6 năm 2016       |
| 76 | "Lai lịch của người đẹo mặt nạ" "Kamen Otoko no Shōtai ha!?" (仮面男の正体は!?)                                   | 26 tháng 8 năm 1987 | 12 tháng 6 năm 2016       |
| 77 | "Chiến lược vĩ đại của Pilaf" "Pirafu no Daisakusen" (ピラフの大作戦)                                             | 2 tháng 9 năm 1987  | 13 tháng 6 năm 2016       |
| 78 | "Rồng thần trở lại" "Shenron Futatabi" (神龍ふたたび)                                                             | 9 tháng 9 năm 1987  | 14 tháng 6 năm 2016       |
| 79 | "Hồ lô ăn thịt người của Kinkaku và Ginkaku" "Kinkaku · Ginkaku no Hito Kui Hyōtan" (金角·銀角の人食いひょうたん) | 16 tháng 9 năm 1987 | 15 tháng 6 năm 2016       |
| 80 | "Trận đấu sinh tử! Goku và Thiên Long" "Iza Gozen Shiai! Gokū Tai Tenron" (いざ御前試合!悟空VS天龍)               | 23 tháng 9 năm 1987 | 16 tháng 6 năm 2016       |
| 81 | "Goku đến ma giới" "Gokū · Makai e Iku" (悟空·魔界へ行く)                                                         | 30 tháng 9 năm 1987 | 17 tháng 6 năm 2016       |
| 82 | "Yêu quái nổi loạn heo huơu bướm" "Abare Kaijū InoShikaChō" (あばれ怪獣イノシカチョウ)                            | 7 tháng 10 năm 1987 | 18 tháng 6 năm 2016       |

### Mùa 7: Tien Shinhan Saga (83-101)
| #   | Tên tập phim | Ngày phát sóng gốc   | Ngày phát sóng tiếng Việt |
| --- | --- | -------------------- | ------------------------- |
| 83  | "Nhanh lên nào Goku! Đại hội võ thuật thiên hạ đệ nhất" "Isoge Gokū! Tenka-ichi Budōkai" (いそげ悟空!天下一武道会)                  | 14 tháng 10 năm 1987 | 19 tháng 6 năm 2016       |
| 84  | "Hướng đến Đại hội võ thuật thiên hạ đệ nhất" "Mezase Budō Tenka-ichi!!" (めざせ武道天下一!!)                                       | 21 tháng 10 năm 1987 | 20 tháng 6 năm 2016       |
| 85  | "Vươn đến chiến thắng! Trận chiến sống còn" "Kachinokoru zo!! Yosen Sabaibaru" (勝ちのこるぞっ!!予選サバイバル)                     | 28 tháng 10 năm 1987 | 21 tháng 6 năm 2016       |
| 86  | "Đã quyết định! 8 cao thủ" "Kettei!! Hachinin no Yūshatachi" (決定!!8人の勇者たち)                                                  | 4 tháng 11 năm 1987  | 22 tháng 6 năm 2016       |
| 87  | "Đối đầu! Yamcha và Thiên Tân Phạn" "Taiketsu!! Yamucha Tai Tenshinhan" (対決!!ヤムチャVS天津飯)                                    | 11 tháng 11 năm 1987 | 23 tháng 6 năm 2016       |
| 88  | "Tiến lên Yamcha! Thiên Tân Phạn rất đáng sợ" "Yuke Yamucha! Osoru Beshi Tenshinhan" (ゆけヤムチャ!恐るべし天津飯)                  | 18 tháng 11 năm 1987 | 24 tháng 6 năm 2016       |
| 89  | "Đáng sợ! Nỗi hận của trăng tròn" "Kyōfu!! Mangetsu no Urami" (恐怖!!満月の恨み)                                                    | 25 tháng 11 năm 1987 | 25 tháng 6 năm 2016       |
| 90  | "Tuyệt chiêu Nhất dương chỉ" "Nanana!! Nanto Dodonpa" (なななっ!!なんと どどん波)                                                   | 2 tháng 12 năm 1987  | 26 tháng 6 năm 2016       |
| 91  | "Xoay chuyển tình thế! Tác chiến Toán học của Krillin" "Gyakuten!! Kuririn no Paaden ne Daisakusen" (逆転!!クリリンの8でんネ大作戦) | 9 tháng 12 năm 1987  | 27 tháng 6 năm 2016       |
| 92  | "Giao hết cho cậu đó! Tiến lên Songoku" "Omatase! Son Gokū Sanjō!!" (おまたせーっ!孫悟空参上!!)                                     | 16 tháng 12 năm 1987 | 28 tháng 6 năm 2016       |
| 93  | "Ngang tài ngang sức! Thiên Tân Phạn và Jackie" "Jitsuryoku Hakuchū!! Tenshinhan Tai Jakkii" (実力伯仲!!天津飯VSジャッキー)         | 23 tháng 12 năm 1987 | 29 tháng 6 năm 2016       |
| 94  | "Ghê ghê ghế! Tân phái Hạc lão Thái dương quyền" "Gegege!! Shintsurusenryū Taiyōken" (ゲゲゲッ!!新鶴仙流·太陽拳)                    | 30 tháng 12 năm 1987 | 30 tháng 6 năm 2016       |
| 95  | "Chiến đấu nào Goku và Krillin" "Faito!! Gokū Tai Kuririn" (ファイト!!悟空VSクリリン)                                               | 6 tháng 1 năm 1988   | 1 tháng 7 năm 2016        |
| 96  | "Đấu với Goku! Trận đại chiến của Krillin" "Masa ka Gokū!? Kuririn no Daisakusen" (まさか悟空!?クリリンの大作戦)                    | 13 tháng 1 năm 1988  | 2 tháng 7 năm 2016        |
| 97  | "Quyết chiến!! Ai mới là thiên hạ đệ nhất" "Kesshō!! Hatashite Budō Tenka-ichi wa!?" (決勝!!はたして武道天下一は!?)                 | 20 tháng 1 năm 1988  | 3 tháng 7 năm 2016        |
| 98  | "Kĩ thuật bí mật và bài cầu quyền sức mạnh chiến đấu" "Higi·Haikyūken Tai Sentō Pawā" (秘技·排球拳ＶＳ戦闘パワー)                   | 27 tháng 1 năm 1988  | 4 tháng 7 năm 2016        |
| 99  | "Nỗi phiền muộn của Thiên Tân Phạn" "Tenshinhan no Kunō!!" (天津飯の苦悩!!)                                                         | 3 tháng 2 năm 1988   | 5 tháng 7 năm 2016        |
| 100 | "Sống hay chết!? Thủ đoạn cuối cùng" "Sei ka Shi ka!? Saigo no Shudan" (生か死か!?最後の手段)                                       | 10 tháng 2 năm 1988  | 6 tháng 7 năm 2016        |
| 101 | "Đại hội võ thuật kết thúc - Và tiếp theo..." "Budōkai Shūryō! Soshite...!!" (武道会終了!そして...!!)                               | 17 tháng 2 năm 1988  | 7 tháng 7 năm 2016        |

### Mùa 8: King Piccolo Saga (102-122)
| #   | Tên tập phim | Ngày phát sóng gốc  | Ngày phát sóng tiếng Việt |
| --- | --- | ------------------- | ------------------------- |
| 102 | "Cái chết của Krillin và âm mưu đáng sợ" "Kuririn no Shi Osoroshiki Inbō!!" (クリリンの死恐ろしき陰謀!!)                           | 24 tháng 2 năm 1988 | 8 tháng 7 năm 2016        |
| 103 | "Sự đáng sợ của Đại ma vương Piccolo!!" "Pikkoro Daimaō no Kyōfu!!" (ピッコロ大魔王の恐怖!!)                                       | 2 tháng 3 năm 1988  | 9 tháng 7 năm 2016        |
| 104 | "Tỉnh dậy nào Son Goku!!" "Yomigaere Son Gokū!!" (よみがえれ孫悟空!!)                                                              | 9 tháng 3 năm 1988  | 10 tháng 7 năm 2016       |
| 105 | "Cậu bé kì quặc Yajirobe xuất hiện!!" "Kaidanji·Yajirobee Tōjō!!" (怪男児·ヤジロベー登場!!)                                        | 16 tháng 3 năm 1988 | 11 tháng 7 năm 2016       |
| 106 | "Ma thú Tanbarin xuất hiện!!" "Majū·Tanbarin ga Yatte Kuru!!" (魔獣·タンバリンがやってくる!!)                                      | 23 tháng 3 năm 1988 | 12 tháng 7 năm 2016       |
| 107 | "Sự nổi giận của Son Goku!!" "Son Gokū·Ikari Bakuhatsu!!" (孫悟空·怒り爆発!!)                                                      | 6 tháng 4 năm 1988  | 13 tháng 7 năm 2016       |
| 108 | "Đại ma vương Piccolo giáng lâm!!" "Pikkoro Daimaō Oritatsu!!" (ピッコロ大魔王降り立つ!!)                                          | 13 tháng 4 năm 1988 | 14 tháng 7 năm 2016       |
| 109 | "Son Goku và Đại ma vương Piccolo" "Son Gokū Tai Pikkoro Daimaō" (孫悟空対ピッコロ大魔王)                                          | 20 tháng 4 năm 1988 | 15 tháng 7 năm 2016       |
| 110 | "Cố lên! Son Goku!!" "Ganbare! Son Gokū!!" (がんばれっ!孫悟空!!)                                                                   | 4 tháng 5 năm 1988  | 16 tháng 7 năm 2016       |
| 111 | "Ma phong ba cuối cùng của Quy lão tiên sinh" "Kame-Sennin no Saigo no Mafūba!!" (亀仙人の最後の魔封波!!)                          | 11 tháng 5 năm 1988 | 17 tháng 7 năm 2016       |
| 112 | "Đại ma vương Piccolo tuổi xuân sẽ trở lại!?" "Wakagaeru ka!? Pikkoro Daimaō" (若がえるか!?ピッコロ大魔王)                         | 18 tháng 5 năm 1988 | 18 tháng 7 năm 2016       |
| 113 | "Trận chiến ở hoàng cung" "Kingu Kyassuru no Kōbō!!" (キングキャッスルの攻防!!)                                                    | 25 tháng 5 năm 1988 | 19 tháng 7 năm 2016       |
| 114 | "Nguyện vọng của Goku!! Nỗi phiền muộn của Tiên mèo Karin" "Gokū no Negai!! Karin-sama mo Nayamu" (悟空のねがい!!カリン様もなやむ) | 1 tháng 6 năm 1988  | 20 tháng 7 năm 2016       |
| 115 | "Siêu thánh thủy! Sức mạnh bí ẩn" "Te ni Irero! Nazo no Chōshinsui" (手に入れろ!謎の超神水)                                        | 8 tháng 6 năm 1988  | 21 tháng 7 năm 2016       |
| 116 | "Quy lão tiên sinh vẫn còn sống!?" "Ikite Ita Kame-sen'nin!?" (生きていた亀仙人!?)                                                 | 22 tháng 6 năm 1988 | 22 tháng 7 năm 2016       |
| 117 | "Son Goku cuối cùng cũng xuất phát!!" "Son Gokū Tsui ni Hasshin!!" (孫悟空ついに発進!!)                                            | 29 tháng 6 năm 1988 | 23 tháng 7 năm 2016       |
| 118 | "Quyết tâm của Thiên Tân Phạn!!" "Tenshinhan no Ketsui!!" (天津飯の決意!!)                                                         | 6 tháng 7 năm 1988  | 24 tháng 7 năm 2016       |
| 119 | "Quyết thắng bằng Ma phong ba trong truyền thuyết" "Kimaru ka!? Densetsu no Mafūba" (きまるか!?伝説の魔封破)                       | 20 tháng 7 năm 1988 | 25 tháng 7 năm 2016       |
| 120 | "Goku sức mạnh của sự giận dữ!!" "Gokū·Ikari no Furu Pawā!!" (悟空·怒りのフルパワー!!)                                             | 27 tháng 7 năm 1988 | 26 tháng 7 năm 2016       |
| 121 | "Son Goku cơn khủng hoảng cuối cùng!!" "Son Gokū Saidai no Kiki!!" (孫悟空最大の危機!!)                                            | 3 tháng 8 năm 1988  | 27 tháng 7 năm 2016       |
| 122 | "Mạo hiểm cuối cùng!!" "Saigo no Kake!!" (最後の賭け!!)                                                                            | 10 tháng 8 năm 1988 | 28 tháng 7 năm 2016       |

### Mùa 9: Piccolo Jr. Saga (123-153)
| #   | Tên tập phim | Ngày phát sóng gốc   | Ngày phát sóng tiếng Việt |
| --- | --- | -------------------- | ------------------------- |
| 123 | "Bí mật của Gậy Như Ý" "Nyoibō no Himitsu" (如意棒の秘密)                                                                          | 17 tháng 8 năm 1988  | 29 tháng 7 năm 2016       |
| 124 | "Thánh địa trên mây" "Kumo no Ue no Shinden" (雲の上の神殿)                                                                        | 24 tháng 8 năm 1988  | 30 tháng 7 năm 2016       |
| 125 | "Thánh thần xuất hiện!!" "Kami-sama Tōjō!!" (神様登場!!)                                                                           | 31 tháng 8 năm 1988  | 31 tháng 7 năm 2016       |
| 126 | "Sự hồi sinh của rồng thần!!" "Kaminari yori mo Hayaku!!" (カミナリよりも速く!!)                                                   | 14 tháng 9 năm 1988  | 1 tháng 8 năm 2016        |
| 127 | "Nhanh hơn sét!!" "Kaminari yori mo Hayaku!!" (カミナリよりも速く!!)                                                               | 21 tháng 9 năm 1988  | 2 tháng 8 năm 2016        |
| 128 | "Tĩnh lặng như bầu trời" "Sora no yō ni Shizuka ni" (空のように静かに)                                                             | 28 tháng 9 năm 1988  | 3 tháng 8 năm 2016        |
| 129 | "Chuyến du lịch thời gian của Goku" "Toki o Kakeru Gokū" (時をかける悟空)                                                          | 12 tháng 10 năm 1988 | 4 tháng 8 năm 2016        |
| 130 | "Kẻ địch của Goku là... Goku!?" "Gokū no Teki wa...Gokū!?" (悟空の敵は...悟空!?)                                                   | 19 tháng 10 năm 1988 | 5 tháng 8 năm 2016        |
| 131 | "Mỗi người một ngả" "Sorezore no Michi o Mezashite" (それぞれの道をめざして)                                                       | 26 tháng 10 năm 1988 | 6 tháng 8 năm 2016        |
| 132 | "Nóng hơn cả nham thạch" "Maguma yori Atsuku" (マグマより熱く)                                                                     | 2 tháng 11 năm 1988  | 7 tháng 8 năm 2016        |
| 133 | "Hội ngộ trước giải đấu" "Arashi no Mae no Saikai" (嵐の前の再会)                                                                  | 9 tháng 11 năm 1988  | 8 tháng 8 năm 2016        |
| 134 | "Sóng gió tại giải đấu Thiên hạ đệ nhất" "Haran no Tenka-ichi Budōkai" (波乱の天下一武道会)                                        | 16 tháng 11 năm 1988 | 9 tháng 8 năm 2016        |
| 135 | "8 người được chọn" "Erabareta Hachinin" (選ばれた8人)                                                                             | 23 tháng 11 năm 1988 | 10 tháng 8 năm 2016       |
| 136 | "Sự báo thù của sát thủ Hồng Bạch Bạch" "Koroshiya Taopaipai no Gyakushū" (殺し屋桃白白の逆襲)                                     | 30 tháng 11 năm 1988 | 11 tháng 8 năm 2016       |
| 137 | "Đám cưới của Son Goku" "Son Gokū no Kekkon" (孫悟空の結婚)                                                                        | 7 tháng 12 năm 1988  | 12 tháng 8 năm 2016       |
| 138 | "Người đàn ông bí hiểm Shen" "Nazo no Otoko·Shen" (謎の男·シェン)                                                                  | 14 tháng 12 năm 1988 | 13 tháng 8 năm 2016       |
| 139 | "Trận đấu giữa Goku và Thiên Tân Phạn" "Gekitō Futatabi! Gokū Tai Tienshinhan" (激闘ふたたび!悟空VS天津飯)                         | 21 tháng 12 năm 1988 | 14 tháng 8 năm 2016       |
| 140 | "Sức mạnh thật sự" "Hontō no Chikara" (ほんとうの力)                                                                               | 11 tháng 1 năm 1989  | 15 tháng 8 năm 2016       |
| 141 | "4 người Thiên Tân Phạn" "Yonin no Tenshinhan" (四人の天津飯)                                                                      | 18 tháng 1 năm 1989  | 16 tháng 8 năm 2016       |
| 142 | "Shen và Đại ma vương Piccolo ai mạnh hơn!?" "Docchi ga Tsuyoi!? Kami Tai Pikkoro Daimaō" (どっちが強い!?神VSピッコロ大魔王)       | 25 tháng 1 năm 1989  | 17 tháng 8 năm 2016       |
| 143 | "Đánh cược vận mệnh của cả thế giới!" "Kono Yo no Unmei o Kakete!" (この世の運命を賭けて!)                                         | 1 tháng 2 năm 1989   | 18 tháng 8 năm 2016       |
| 144 | "Xuất hiện rồi! Siêu Kamehameha" "Deta! Kyūkyoku no Chōkamehameha" (でた!究極の超カメハメ波)                                       | 8 tháng 2 năm 1989   | 19 tháng 8 năm 2016       |
| 145 | "Thuật biến thân khổng lồ của Đại ma vương Piccolo" "Pikkoro Daimaō Chōkyoshinjutsu" (ピッコロ大魔王超巨身術)                      | 15 tháng 2 năm 1989  | 20 tháng 8 năm 2016       |
| 146 | "Cái bẫy của Son Goku" "Son Gokū no Wana" (孫悟空のワナ)                                                                           | 22 tháng 2 năm 1989  | 21 tháng 8 năm 2016       |
| 147 | "Kết thúc!!" "Banji Kyūsu!!" (万事休す!!)                                                                                          | 1 tháng 3 năm 1989   | 22 tháng 8 năm 2016       |
| 148 | "Thắng rồi! Người đàn ông mạnh nhất trên Trái Đất" "Yatta! Chikyūjō Saikyō no Otoko" (やった!地球上最強の男)                       | 8 tháng 3 năm 1989   | 23 tháng 8 năm 2016       |
| 149 | "Áo cưới trong ngọn lửa hồng" "Honō no Naka no Uedingu Doresu" (炎の中のウエディングドレス)                                        | 15 tháng 3 năm 1989  | 24 tháng 8 năm 2016       |
| 150 | "Chim lửa huyền ảo" "Maboroshi no Hi Kui Dori" (幻の火喰い鳥)                                                                      | 22 tháng 3 năm 1989  | 25 tháng 8 năm 2016       |
| 151 | "Tất cả là nhờ vào khóa huấn luyện làm cô dâu của Chichi" "Chichi no Hanayome Shugyō no Okage Desu" (チチの花嫁修業のおかげです)   | 5 tháng 4 năm 1989   | 26 tháng 8 năm 2016       |
| 152 | "Nhanh lên Goku! Bí ẩn ở Ngũ Hành Sơn" "Isoge Gokū!Gogyōzan no Nazo" (いそげ悟空!五行山のなぞ)                                     | 12 tháng 4 năm 1989  | 27 tháng 8 năm 2016       |
| 153 | "Núi lửa Frypan bùng cháy! Quyết tử trong khoảnh khắc" "Moeru Furaipan Yama! Isshun no Kesshikō" (燃えるフライパン山!一瞬の決死行) | 19 tháng 4 năm 1989  | 28 tháng 8 năm 2016       |

## Phim hoạt hình
1. Curse of the Blood Rubies
2. Sleeping Princess in Devil's Castle
3. Mystical Adventure
4. The Path to Power

## OVA
- Sự trở lại của Sôn Gôku và những người bạn!!